# Ladislav Gáspár
Ladislav Gáspár (4 de julio de 1970) es un deportista eslovaco que compitió en tenis de mesa adaptado. Ganó cinco medallas en los Juegos Paralímpicos de Verano entre los años 1996 y 2004.

## Palmarés internacional
| Juegos Paralímpicos | Juegos Paralímpicos      | Juegos Paralímpicos | Juegos Paralímpicos |
| Año                 | Lugar                    | Medalla             | Prueba              |
| ------------------- | ------------------------ | ------------------- | ------------------- |
| 1996                | Atlanta (Estados Unidos) | Medalla de plata    | Clase abierta 6-10  |
| 1996                | Atlanta (Estados Unidos) | Medalla de bronce   | Individual 9        |
| 1996                | Atlanta (Estados Unidos) | Medalla de bronce   | Equipo 9-10         |
| 2000                | Sídney (Australia)       | Medalla de plata    | Equipo 9            |
| 2004                | Atenas (Grecia)          | Medalla de oro      | Individual 10       |